# Сергиево-Посадская епархия
Се́ргиево-Поса́дская епа́рхия — епархия Русской православной церкви, объединяющая приходы и монастыри в северной части Московской области (в пределах городских округов: Сергиево-Посадский, Пушкинский, Мытищи, Королёв, Лобня, Дмитровский, Талдомский, Дубна, Химки, Клин, Долгопрудный, Солнечногорск). Входит в состав Московской митрополии.
Кафедральные соборы — Успенский в Сергиевом Посаде и Успенский в Дмитрове.

## История
Первоначально Сергиевское викариатство было учреждено в начале 1920-х годов. Получило название по городу Сергиеву (ныне Сергиев Посад).
24 февраля 1946 года по указу патриарха Московского Алексия I архимандрит Никон (де Греве) был хиротонисан во епископа Сергиевского и окормлял приходы в Бельгии. Однако вскоре после смерти митрополита Евлогия (Георгиевского) епископ Никон вышел из подчинения Московской патриархии и на кафедру был назначен епископ Иоанн (Леончуков), который вскоре последовал за Никоном.
Кафедра была восстановлена с хиротонией во епископа Сергиевского Антония (Блума) 30 ноября 1957 года в качестве викария Западноевропейского экзархата. Полем его проповеди стала Великобритания, где его трудами создалась новая Сурожская епархия, на которую он и был перемещён 10 октября 1962 года.
22 февраля 1993 года Сергиевское викариатство было восстановлено, теперь как викариатство Сурожской епархии.
13 марта 2002 года Священный синод, не упраздняя Сергиевского викариатства, учредил Сергиево-Посадское викариатство Московской епархии с хиротонией 31 марта 2002 года наместника Троице-Сергиевой лавры Феогноста (Гузикова) во епископа Сергиево-Посадского, с оставлением его на прежнем месте служения. Данный факт вызвал недовольство епископа Сергиевского Василия (Осборна).
13 апреля 2021 года решением Священного синода Русской православной церкви была образована отдельная Сергиево-Посадская епархия в составе Московской митрополии.

## Архиереи
Сергиевское викариатство Московской епархии
- 28 июля 1921 — 1925 — Варфоломей (Ремов)
- 1925 — 25 апреля 1928 — Амвросий (Смирнов)
- 26 марта — октябрь 1928 — Никон (Соловьёв)
- 5 ноября 1928 — 25 сентября 1929 — Петр (Руднев)

Сергиевское викариатство Западно-Европейского экзархата
- 24 февраля — 9 августа 1946 — Никон (де Греве) вышел из юрисдикции Русской церкви
- 1946 — 27 мая 1947 — Иоанн (Леончуков) вышел из юрисдикции Русской церкви
- 30 ноября 1957 — 10 октября 1962 — Антоний (Блум)

Сергиевское викариатство Сурожской епархии
- 7 марта 1993 — 14 мая 2006 — Василий (Осборн)

Сергиево-Посадское викариатство Московской епархии
- 31 марта 2002 — 26 февраля 2019 — Феогност (Гузиков)
- 26 февраля 2019 — 25 августа 2020 — Парамон (Голубка)
- 25 августа 2020 — 13 апреля 2021 — Фома (Демчук)

Сергиево-Посадская епархия Московской митрополии
- 13 апреля 2021 — 24 августа 2023 — Фома (Демчук)
- с 24 августа 2023 — Кирилл (Зинковский)

## Благочиния
Епархия разделена на 13 церковных округов (по состоянию на октябрь 2022 года):
- Дмитровское благочиние
- Долгопрудненское благочиние
- Дубненско-Талдомское благочиние
- Клинское благочиние
- Королёвское благочиние
- Мытищинское благочиние
- Пушкинское благочиние
- Рогачёвское благочиние
- Сергиево-Посадское благочиние
- Солнечногорское благочиние
- Химкинское благочиние
- Яхромское благочиние
- Монастырское благочиние

## Монастыри
Мужские
- Николо-Пешношский монастырь в посёлке Луговой Дмитровского округа. Является центром монастырского благочиния.
- Борисоглебский монастырь в Дмитрове

Женские
- Александро-Невский монастырь в селе Маклаково Талдомского округа
- Спасо-Влахернский монастырь в посёлке Деденево Дмитровского округа